# Grote Prijs Yvonne Reynders 2025
De vierde editie van de wielerwedstrijd Grote Prijs Yvonne Reynders vond plaats op 15 augustus 2025. De 155 deelneemsters moesten een parcours van 133,2 kilometer in en rond Noorderwijk afleggen. De wedstrijd had de UCI-categorie 1.1. De Italiaanse Cristina Tonetti won de wedstrijd na een late aanval.

## Uitslag
| Plaats  | Naam                   | Ploeg                              | Tijd     |
| ------- | ---------------------- | ---------------------------------- | -------- |
| Winnaar | Cristina Tonetti       | Laboral Kutxa-Fundación Euskadi    | 3u19'45" |
| 2       | Teniel Campbell        | Smurfit Westrock                   | + 6"     |
| 3       | Eline Jansen           | VolkerWessels                      | z.t.     |
| 4       | Aniek van Alphen       | Fenix-Deceuninck                   | + 12"    |
| 5       | Meike Uiterwijk Winkel | BePink-Imatra-Bongioanni           | z.t.     |
| 6       | Lonneke Uneken         | VolkerWessels                      | + 14"    |
| 7       | Catalina Soto          | Laboral Kutxa-Fundación Euskadi    | z.t.     |
| 8       | Henrietta Colborne     | Velopro-EGS Group-Alpha Motorhomes | z.t.     |
| 9       | Marthe Goossens        | AG Insurance-Soudal                | z.t.     |
| 10      | Clara Lundmark         | WV Schijndel                       | z.t.     |
| 11      | Julie De Wilde         | Fenix-Deceuninck                   | z.t.     |
| 12      | Elisabeth Ebras        | BePink-Imatra-Bongioanni           | z.t.     |
| 13      | Elisa Serné            | KDM-Pack                           | z.t.     |
| 14      | Caoimhe O'Brien        | Cynisca                            | z.t.     |
| 15      | Katrijn De Clercq      | Lotto                              | z.t.     |
| 16      | S'annara Grove         | CJ O'Shea                          | z.t.     |
| 17      | Camilla Rånes Bye      | Coop-Repsol                        | z.t.     |
| 18      | Loes Sels              | Velopro-EGS Group-Alpha Motorhomes | z.t.     |
| 19      | Lisa van Helvoirt      | VolkerWessels                      | z.t.     |
| 20      | Natalie Quinn          | Cynisca                            | z.t.     |

Sjabloon:Navigatie Grote Prijs Yvonne Reynders